# Bærum
Bærum es un municipio en la provincia de Viken, en Noruega. Bærum fue establecido como municipio el 1 de enero de 1838, localizado en la costa oeste de la ciudad.  Sandvika es el centro administrativo de Bærum. Es conocido por ser el más opulento y caro de los municipios noruegos, y sus residentes son considerados de clase alta. Cuenta con una población de 120 685 habitantes según el censo de 2015.

## Historia
El área conocida hoy como Bærum fue una fértil zona agrícola durante la Edad del Bronce y se han encontrado vestigios arqueológicos de la Edad del Hierro. La primera mención del nombre data de alrededor de 1200 en la Saga de Sverre.  Existen ruinas de iglesias de piedra de los años 1100 en Haslum y Tanum.
La ruta de peregrinos hacia Trondheim, establecida después de 1030, pasaba a través de Bærum y hay evidencias que los hornos de cal estuvieron en uso en la región en 850. Hubo puertos marítimos para el óxido de calcio en Slependen y en Sandvika. El horno de cal es el principal motivo en el escudo de armas municipal.
A principios del siglo XVII se descubrió mineral de hierro en Bærum, realizándose trabajos en Bærumns Verk. Industrias tales como la fabricación de papel, aserraderos y fábricas de ladrillos fueron establecidas a lo largo de los ríos Lysakerelven y Sandvikselven en los siglos siguientes. En el área de desarrollaron también huertos y otros tipos de explotación agrícola, de los cuales aún existen remanentes.
Una serie de artistas se establecieron en Bærum, particularmente con motivo de la escuela de arte dirigida por Johan Fredrik Eckersberg.  Entre los artistas que realizaron mucho de su trabajo en Bærum están Fritz Thaulow, Christian Skredsvig, Harriet Backer, Kitty Kielland, Otto Sinding, Eilif Pettersen, Gerhardt Munthe y Erik Werenskiold.
A mediados del siglo XX la base agrícola de Bærum dio paso a la construcción residencial. Sin embargo, todavía solo una tercera parte del área (64 km²) está destinada para uso residencial, más de la mitad está dedicado a la silvicultura y cerca de 17 km² son utilizados para la agricultura.

## Demografía
Bærum es uno de los municipios más densamente poblados de Noruega. A lo largo de la ruta E 18, el área residencial es continua con Oslo y continúa con algunas interrupciones a través del municipio de Asker. Bærum es también el municipio más opulento de Noruega, con un ingreso per cápita de 370 800 coronas noruegas comparado con el ingreso a nivel nacional de 262 800 coronas. También posee el mayor nivel de educación de toda la nación.  

## Residentes famosos
- Eilif Peterssen (1852-1928): pintor.
- Herman Bang (1857-1912): escritor danés.
- Claude Monet (1840-1926): pintor, permaneció en Sandvika por dos meses durante el invierno de 1895.
- Finn Alnæs (1932–1991): escritor.
- Harriet Backer (1845-1932): pintora.
- Jo Benkow (1924-): político.
- Gro Harlem Brundtland (1939-): política y primera ministra.
- Hans Petter Buraas (1975-): alpinista.
- Jan Tore Sanner (1965-): político.
- Ivo Caprino (1920-2001): cineasta.
- Harald Eia (1966-): comediante.
- Kjell Hallbing (1934-2004): escritor.
- Arnold Haukeland: escultor.
- Kitty Kielland (1845-1932): pintora.
- Vebjørn Sand (1966-): artista.
- Fridtjof Nansen (1861-1930): zoólogo, explorador polar y humanista.
- Anita Skorgan (1958-): cantante.
- Magnus Carlsen (1990-): campeón mundial de ajedrez.
- Bjørn Einar Romøren (1981-): saltador de esquí.
- Ingrid Tandrevold (1996-): deportista de biatlón.
- Tiril Eckoff (1990-): deportista de biatlón.
- Andreas Andresen Haukeland (1993-) : cantante, compositor y productor noruego. Representante de Noruega en el Festival de la Canción de Eurovisión 2021.